# Wasserkraftwerk Schönmühl
Das Wasserkraftwerk Schönmühl ist ein Laufwasserkraftwerk an der Loisach. Es liegt bei Schönmühl etwa zweieinhalb Kilometer östlich der oberbayerischen Stadt Penzberg.

## Beschreibung
Das Kraftwerk befindet sich an einem etwa 1,2 km langen Kanal, der eine 3,8 km lange Flussschleife der Loisach abkürzt. Die Stauanlage besteht aus einem 145 m langen Streichwehr, an das sich ein etwa 350 m langer Oberwasserkanal anschließt, welcher den in der Flussschleife liegenden Molasse-Rücken in einem 223 m langen Freispiegelstollen durchquert. Der Stollen mündet in ein Vorbecken von 35 m Länge. Direkt nach dessen nördlichem Ende befindet sich das 1922 eröffnete Kraftwerk, das mit einer Kaplan-Turbine mit vertikaler Welle eine Leistung von 5 MW ins Netz einspeist. Im Anschluss fließt das Wasser durch den 440 m langen Unterwasserkanal zurück in die Loisach.
Die Betriebsgenehmigung besteht seit dem 14. Mai 1923. In den Jahren 1950/51 wurde das Kraftwerk durch einen zweiten Zulaufstollen erweitert und eine der beiden Francis-Turbinen durch eine Kaplan-Turbine ersetzt.
Das Wasserkraftwerk Schönmühl wird seit 2015 von der Uniper Kraftwerke GmbH betrieben (früher von E.ON Wasserkraft). Seit Dezember 2022 gehört die Gesellschaft als Teil der Uniper Holding GmbH als indirekte Folge des russischen Überfalls auf die Ukraine zu 99,12 % dem deutschen Staat.
Das Wehr liegt auf dem Gebiet der Gemeinde Bichl im Landkreis Bad Tölz-Wolfratshausen, die übrigen Anlagen in Penzberg im Landkreis Weilheim-Schongau.